# كويدتش

كويدتش

الكوديتش (بالإنجليزية: Quidditch)‏ لعبة خيالية أبتكرتها الكاتبة البريطانية ج. ك. رولنغ في سلسلة هاري بوتر الخيالية. من أقدم وأشهر الألعاب المعروفة في عالم السحرة ، تُقام لها بطولات داخل المدارس وبطولات عالمية أيضا. تقوم مبارايات الكوديتش بين فريقين يتكون كل فريق من سبع لاعبين في مراكز مختلفة. كل فريق يتكون من باحث، وحارس،و ضاربين اثنين وثلاث مطاردين.

## أنواع كرات اللعب

### الكوافل
كرة حمراء لامعة، في حجم كرة القدم العادية، يتبادلها المطاردون أثناء اللعب، وفي كل مرة تمر من خلال أحد الأطواق الثلاث يُضاف للفريق عشر نقاط.

### البلادجر
كرتين متشابهتين، أصغر من الكوافل في الحجم، يقوم ضاربي الفريق بضربها بواسطة مضارب صغيرة بإتجاه لاعبي الفريق الآخر لمنعهم من التسجيل وكذلك يحميان لاعبي فريقهم من البلادجر الموجهة لهم.

### السنيتش
كرة ذهبية صغيرة جدا، سريعة في الحركة، لها أجنحة مذهبة تساعدها على الطيران والحركة. عند الإمساك بها تنتهي المباراة ويأخذ فريق الباحث الممسك للكرة 150 نقطة.

## مراكز اللاعبين
يتكون كل فريق كويدتش من سبع لاعبين في مراكز مختلفة. ويتكون كل فريق من باحث وحارس وضاربين اثنين وثلاث مطاردين.
| مركز اللاعب  | الوظيفة |
| ------------ | --- |
| باحث         | وظيفته البحث والإمساك بكرة السنيتش الذهبية.                                                                                  |
| حارس         | وظيفته حماية الأطواق الثلاث الخاصة بفريقه، أي منع الفريق الآخر من التسجيل.                                                   |
| ضاربين اثنين | وظيفتهما إعاقة البلادجر وتحويلها للاعبين الفريق الثاني لمنعهم من التسجيل وحماية فريقهم من ضربات الفريق الثاني بكرة البلادجر. |
| ثلاث مطاردين | وظيفتهم احراز الأهداف. |

## طريقة اللعب
تقوم المباراة في ملعب بيضاوي الشكل، في طرفية البعيدين ثلاث حلقات متفاوتة الارتفاع، على ارتفاع خمسين مترًا من الأرض ، تمثل المرمى عن طريق ثلاث أطواق الأوسط هو الكبير والجانبيين بنفس القطر تبدأ المباراة بصافرة الحكم وينطلق اللاعبون، يبدأ المهاجمون بإمساك الكوافل والتقدم بها وإن لم تمنعهم كرات البلادجر من التقدم يستمرون بالتقدم حتى يصلوا للمرمى ويسددو الكرة فيه وبهذا يكسب الفريق المسجل عشر نقاط تضاف إليهم ويحاول الضاربون منع المهاجمين من التقدم عن طريق ضرب البلادجر بهراوات خشبية لإيقاف تقدمهم، وتستمر المباراة على هذا النحو حتى يمسك الباحث بالسنيتش وعندما يمسك بها أحد الباحثين تنتهي المباراة ويكسب فريقه 150 نقطة وعندها تحصى النقاط والفريق الذي يملك أكبر عدد نقاط يفوز بالمباراة ولكن أحيانا تستمر المباراة أشهر حتى يمسك أحد اللاعبين بالسنيتش وأحيانا يخسر من يمسك بالسنيتش مثل نهائي كاس العالم بالكويديتش حيث أمسك كرام السنيتش ولكن بلغاريا خسرت المباراة بالنقاط.

## منازل هوجوورتس
لكل منزل من منازل هوجوورتس لديه فريق خاص به وهم جريفندور وسليذرين ورافنكلو وهافلباف.

## المنتخب المصري للكويديتش
فازت مصر بكأس العالم للكويديتش في العام 2002 بعد تغلبها على بلغاريا.